# Rivière Hamelin
Der Rivière Hamelin ist ein 29 km langer rechter Nebenfluss des Rivière Arnaud in der Verwaltungsregion Nord-du-Québec der kanadischen Provinz Québec.

## Flusslauf
Der Rivière Hamelin bildet den Abfluss des Lac Tasialujjuaq im Osten der Ungava-Halbinsel. Er verlässt diesen an dessen Nordende und fließt nach Norden zum Rivière Arnaud. Auf der Flussstrecke überwindet der Fluss mehrere Stromschnellen. Die Mündung befindet sich 100 km westlich von der Siedlung Kangirsuk.

## Etymologie
Der Rivière Hamelin wurde nach Jean-François Hamelin, einen Landvermesser, benannt.
Der Fluss trug früher einen anderen Namen: "Rivière Pelletier".